# Ирунья-Велея

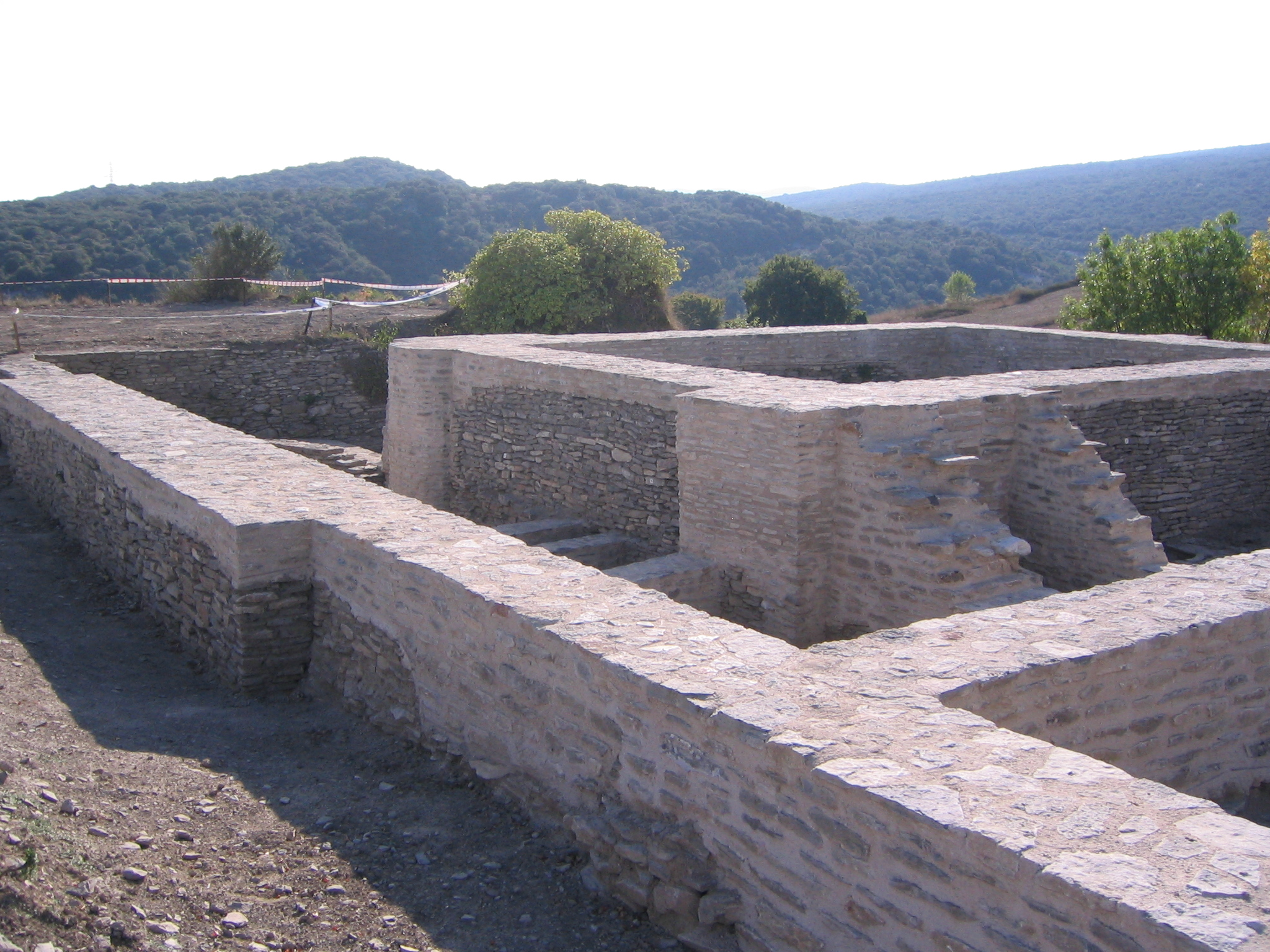
Ирунья-Велея

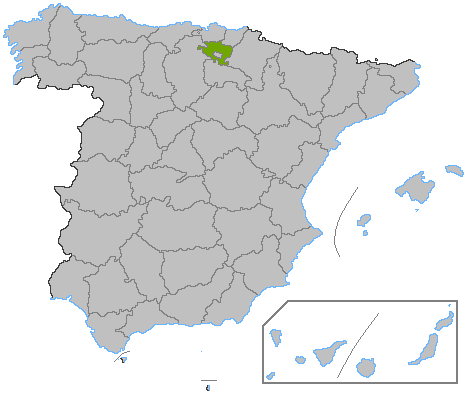
Алава, Испания

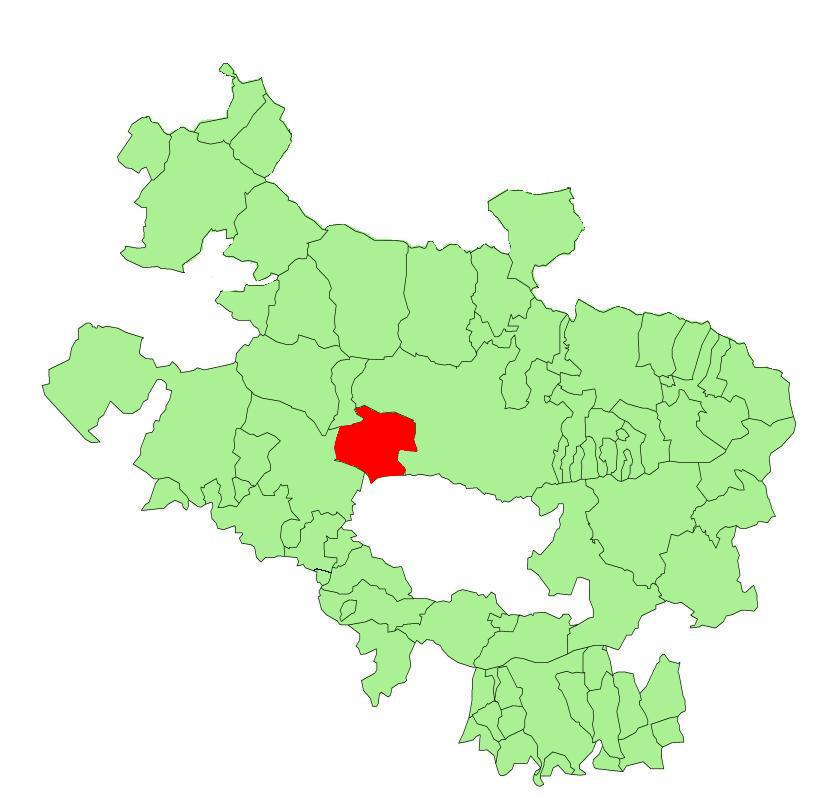
Ирунья-де-Ока

Ирунья-Велея, Iruña-Veleia — археологический объект на территории общины Ирунья-де-Ока (Ирунья-Ока) в провинции Алава на территории Страны Басков.
Первые сообщения о руинах относятся к XVI веку. Первые раскопки состоялись около 1900 года. С 1949 ведётся планомерное исследование руин, неоднократно проводились раскопки. Обнаруженные находки датируются периодом 1000 г. до н. э.—500 г. н. э., то есть представляют поздний бронзовый век, ранний доримский железный век и римскую эпоху. Римский город Велея (Veleia) занимал площадь около 1 квадратного километра.
Городище получило известность, когда экспедиция Элисео Хиля обнаружила здесь большое количество обломков керамики с наиболее ранними известными надписями на баскском языке (латинским шрифтом), относящимися к III—V векам н. э. Кроме того, примечателен Дом Помпеи Валентины, который был населён в I—V веках н. э., где обнаружено около 270 надписей и рисунков на обломках керамики. Среди рисунков обнаружены египетские мотивы и даже правильно написанные египетские иероглифы. Также утверждалось, что на рисунках присутствовало древнейшее изображение распятия Христа.
В ноябре 2008 г. группа исследователей установила, что «египетские» надписи представляют собой фальшивку, в которой обвинили руководителя раскопок Элисео Хиля (Eliseo Gil), который в результате был снят с должности. Фальшивкой были признаны и баскские надписи . Хиль отверг обвинения, однако в январе 2009 г. не смог доказать подлинность находок перед парламентом провинции Алава.